# Formica polyctena
Formica polyctena је инсект из реда Hymenoptera.

## Угроженост
Ова врста је на нижем степену опасности од изумирања, и сматра се скоро угроженим таксоном.

## Распрострањење
Ареал врсте Formica polyctena обухвата већи број држава. 
Врста има станиште у Русији, Шведској, Норвешкој, Пољској, Немачкој, Шпанији, Италији, Србији, Мађарској, Румунији, Украјини, Финској, Бугарској, Француској, Холандији, Црној Гори, Литванији, Летонији, Словачкој, Чешкој, Аустрији и Белгији.